# Rhododendron wilkiei
Rhododendron wilkiei är en ljungväxtart som beskrevs av Graham Charles George Argent. Rhododendron wilkiei ingår i släktet rododendron, och familjen ljungväxter. Inga underarter finns listade i Catalogue of Life.